# 2008年夏季奥林匹克运动会中国马术队
参加2008年北京夏季奥林匹克运动会的中国马术队一行共计12人（不含兼任），其中运动员6人，官员与工作人员6人，领队由蔡家东兼任；这次中国参与马术比赛全部聘请外籍教练。这是1984年洛杉矶奧運以中華人民共和國身份參與奧運以來首次参加奥运馬術比赛，由於北京对马的检疫方式滞后，本届马术比赛场馆设于香港。

## 人员构成
- 运动员（6人）：
  - 男子（5人）：华天、张滨、李振强、黄祖平、赵志文
  - 女子（1人）：刘丽娜

- 官员及工作人员（不含兼任计6人）
  - 領队：蔡家东（兼任），王伟（兼任）
  - 教练员（5人）：斯蒂芬妮（女，德国）、理查德（英国）、卡斯滕·胡克（德国）、鲍尔·肖克穆勒（德国）、埃克希儿（比利时）
  - 其他管理人员：成庆

## 比赛成绩
| 運動員 | 馬匹  | 項目   | 盛裝舞步賽 | 盛裝舞步賽 | 越野賽 | 越野賽 | 越野賽 | 場地障礙賽              | 場地障礙賽              | 場地障礙賽 | 場地障礙賽 | 總成績 | 總成績 |
| 運動員 | 馬匹  | 項目   | 盛裝舞步賽 | 盛裝舞步賽 | 越野賽 | 越野賽 | 越野賽 | 個人賽預賽／ 團體賽決賽 | 個人賽預賽／ 團體賽決賽 | 個人賽決賽 | 個人賽決賽 | 總罰分 | 總排名 |
| 運動員 | 馬匹  | 項目   | 罰分       | 排名       | 罰分   | 總分   | 排名   | 罰分                    | 排名                    | 罰分       | 總分       | 總罰分 | 總排名 |
| ------ | ----- | ------ | ---------- | ---------- | ------ | ------ | ------ | ----------------------- | ----------------------- | ---------- | ---------- | ------ | ------ |
| 華天   | Chico | 個人賽 | 49.60      | 31 / 69    | -      | -      | -      | -                       | -                       | -          | -          | -      | -      |